# Flash-Rechnung
Eine Flash-Rechnung erlaubt, die Zusammensetzung von flüssiger und dampfförmiger Phase für ein Gemisch chemischer Stoffe zu bestimmen, bei dem nur seine Bruttozusammensetzung (Stoffmengenanteile) bekannt ist. Sie kommt zum Beispiel bei der Berechnung der Entspannungsverdampfung zum Einsatz.
Eingabewerte sind neben den Stoffmengen auch Druck und Temperatur, Ausgabewerte sind die Stoffmengen im Dampf bzw. der Flüssigkeit, die im Gleichgewicht stehen. Die betrachteten Phasengleichgewichte sind hierbei neben dem Dampf-Flüssig-Gleichgewicht (VLE) auch Flüssig-Flüssig-Gleichgewichte (LLE), dabei wird bestimmt, ob sich in der flüssigen Phase eine Mischungslücke ausbildet. Falls das LLE nicht beachtet wird, wird von einem 2-Phasen-Flash gesprochen, bei Berücksichtigung des LLEs von einem 3-Phasen-Flash.
Flash-Rechnungen basieren auf Modellen, die eine Korrelation zwischen Druck, Temperatur und den Zusammensetzungen von Dampf und Flüssigkeit herstellen. Zu diesem Zweck werden häufig Aktivitätskoeffizientenmodelle wie etwa NRTL benutzt, aber auch Mischungsregeln verbunden mit Zustandsgleichungen. 